# Amphiprion sandaracinos
Amphiprion sandaracinos е вид лъчеперка от семейство Pomacentridae. Видът е незастрашен от изчезване.

## Разпространение и местообитание
Разпространен е в Австралия (Западна Австралия и Северна територия), Вануату, Индонезия, Микронезия, Нова Каледония, Остров Норфолк, Остров Рождество, Палау, Папуа Нова Гвинея, Провинции в КНР, Соломонови острови, Тайван, Фиджи, Филипини и Япония (Рюкю).
Среща се на дълбочина от 1 до 20 m.

## Описание
На дължина достигат до 14 cm.
Популацията на вида е стабилна.